# 福里德布尔县
福里德布尔（Faridpur District）为孟加拉国达卡专区辖县，地处孟加拉国中部。县境北与拉杰巴里、马尼格甘杰县接壤，南与戈巴尔甘尼县毗邻，东南接达卡、蒙希甘杰和马达里布尔县，西连诺拉尔、马古拉和拉杰巴里县。年平均降雨量1,546毫米，平均气温12.6°C（最低）至35.8°C（最高）。县域总面积2,072.72公里²，总人口11,875,000人（2011），全县共分为9乡（乌帕齐拉）；行政机构驻福里德布尔镇。